# Baulou
Baulou ist eine französische Gemeinde mit 165 Einwohnern (Stand 1. Januar 2022) im Département Ariège in der Region Okzitanien. Sie gehört zum Arrondissement Foix und ist Mitglied im Gemeindeverband L’Agglo Foix-Varilhes. Die Bewohner werden Baulouais und Baulouaises genannt.

## Geografie

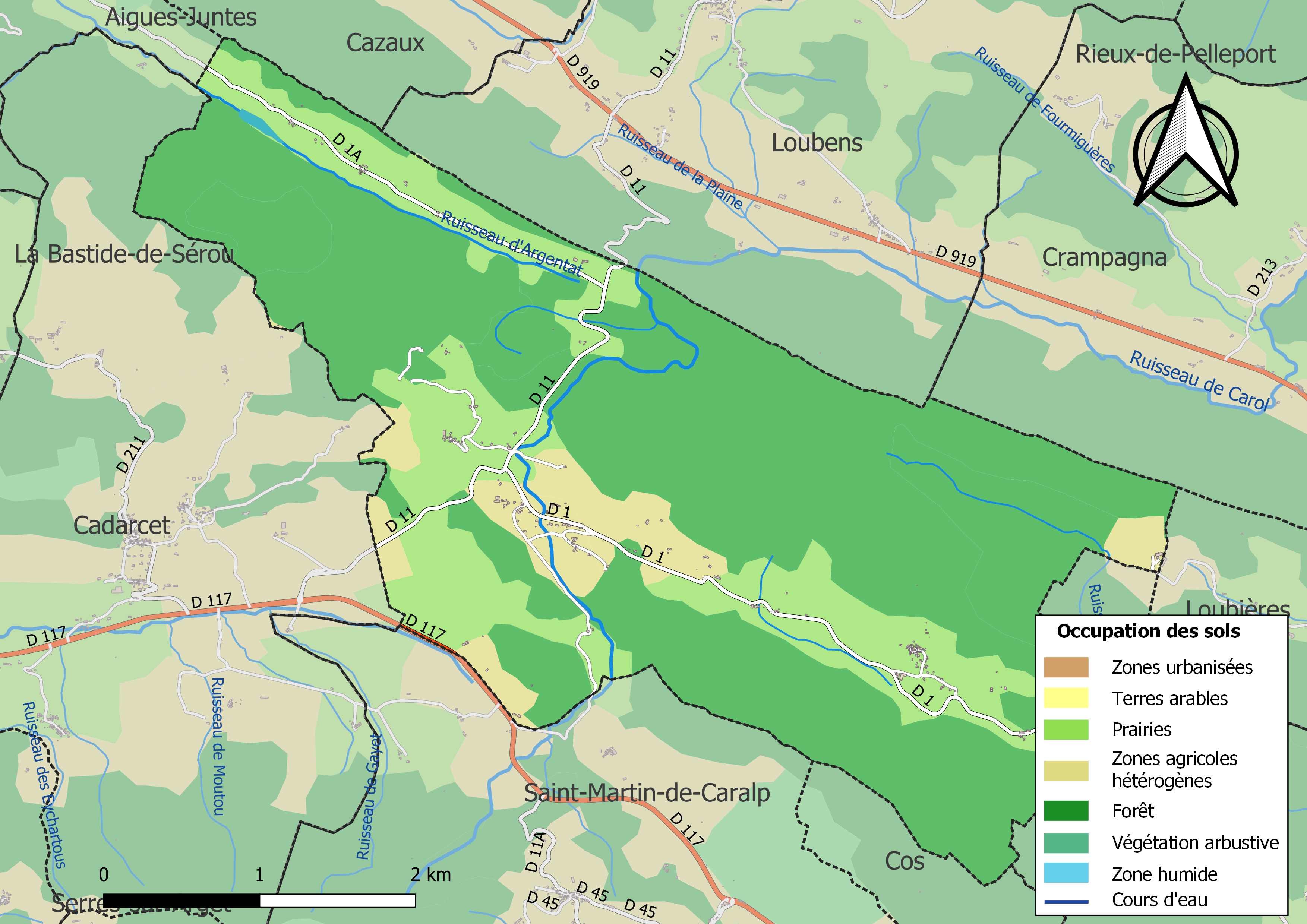
Bodennutzung und Infrastruktur der Gemeinde

Die Gemeinde ist historisch und kulturell Teil des Pays de Foix und liegt etwa acht Kilometer nordwestlich von Foix. Ihr Gebiet wird im Nordosten durch den etwa 600 m hohen Kamm des zentralen Teils des Plantaurel-Massivs begrenzt. Es befindet sich im Einzugsgebiet der Garonne und wird vom Ruisseau de Carol, vom Ruisseau d’Argentat, vom Ruisseau de Vernajoul und verschiedenen kleineren Bächen entwässert. Das Gemeindegebiet ist Teil des Regionalen Naturpark Pyrénées Ariégeoises und von drei ZNIEFF-Naturschutzgebieten. Knapp 70 % der Fläche der Gemeinde sind bewaldet, knapp ein Viertel ist Grünland.
Nachbargemeinden sind Aigues-Juntes und Cazaux im Nordwesten, Loubens im Norden, Crampagna im Nordosten, Loubières im Osten, Vernajoul im Südosten, Cos im Süden, Saint-Martin-de-Caralp im Südwesten und Cadarcet im Westen.

## Bevölkerungsentwicklung
| Baulou: Einwohnerzahlen von 1793 bis 2021                                                                                  | Baulou: Einwohnerzahlen von 1793 bis 2021 | Baulou: Einwohnerzahlen von 1793 bis 2021 | Baulou: Einwohnerzahlen von 1793 bis 2021 | Baulou: Einwohnerzahlen von 1793 bis 2021 |
| --- | ----------------------------------------- | ----------------------------------------- | ----------------------------------------- | ----------------------------------------- |
| Jahr |                                           |                                           |                                           | Einwohner                                 |
| 1793 | 1793                                      |                                           | 350                                       | 350                                       |
| 1800 | 1800                                      |                                           | 199                                       | 199                                       |
| 1806 | 1806                                      |                                           | 424                                       | 424                                       |
| 1821 | 1821                                      |                                           | 360                                       | 360                                       |
| 1831 | 1831                                      |                                           | 447                                       | 447                                       |
| 1836 | 1836                                      |                                           | 458                                       | 458                                       |
| 1841 | 1841                                      |                                           | 470                                       | 470                                       |
| 1846 | 1846                                      |                                           | 491                                       | 491                                       |
| 1851 | 1851                                      |                                           | 481                                       | 481                                       |
| 1856 | 1856                                      |                                           | 464                                       | 464                                       |
| 1861 | 1861                                      |                                           | 478                                       | 478                                       |
| 1866 | 1866                                      |                                           | 465                                       | 465                                       |
| 1872 | 1872                                      |                                           | 482                                       | 482                                       |
| 1876 | 1876                                      |                                           | 523                                       | 523                                       |
| 1881 | 1881                                      |                                           | 477                                       | 477                                       |
| 1886 | 1886                                      |                                           | 452                                       | 452                                       |
| 1891 | 1891                                      |                                           | 402                                       | 402                                       |
| 1896 | 1896                                      |                                           | 589                                       | 589                                       |
| 1901 | 1901                                      |                                           | 458                                       | 458                                       |
| 1906 | 1906                                      |                                           | 371                                       | 371                                       |
| 1911 | 1911                                      |                                           | 349                                       | 349                                       |
| 1921 | 1921                                      |                                           | 236                                       | 236                                       |
| 1926 | 1926                                      |                                           | 246                                       | 246                                       |
| 1931 | 1931                                      |                                           | 237                                       | 237                                       |
| 1936 | 1936                                      |                                           | 224                                       | 224                                       |
| 1946 | 1946                                      |                                           | 216                                       | 216                                       |
| 1954 | 1954                                      |                                           | 210                                       | 210                                       |
| 1962 | 1962                                      |                                           | 157                                       | 157                                       |
| 1968 | 1968                                      |                                           | 144                                       | 144                                       |
| 1975 | 1975                                      |                                           | 123                                       | 123                                       |
| 1982 | 1982                                      |                                           | 114                                       | 114                                       |
| 1990 | 1990                                      |                                           | 130                                       | 130                                       |
| 1999 | 1999                                      |                                           | 146                                       | 146                                       |
| 2006 | 2006                                      |                                           | 162                                       | 162                                       |
| 2013 | 2013                                      |                                           | 164                                       | 164                                       |
| 2021 | 2021                                      |                                           | 167                                       | 167                                       |
| Quelle(n): EHESS/Cassini bis 1999, INSEE ab 2006 Anmerkung(en): Ab 1962 offizielle Zahlen ohne Einwohner mit Zweitwohnsitz |                                           |                                           |                                           |                                           |

## Sehenswürdigkeiten
- Kirche Sainte-Madeleine
- Grotte von Labouiche, seit 1938 der Öffentlichkeit zugänglich

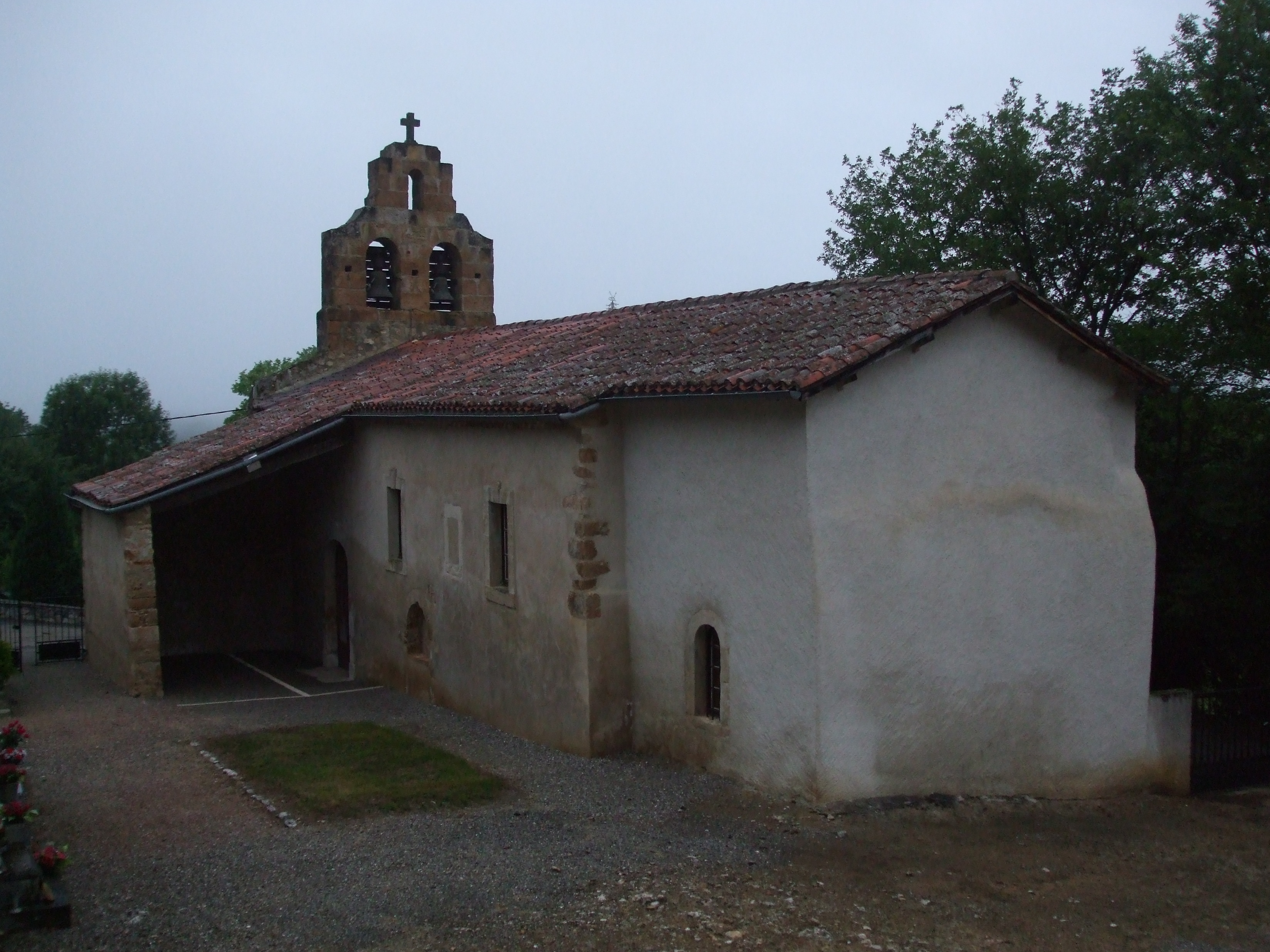
Kirche Sainte-Madeleine
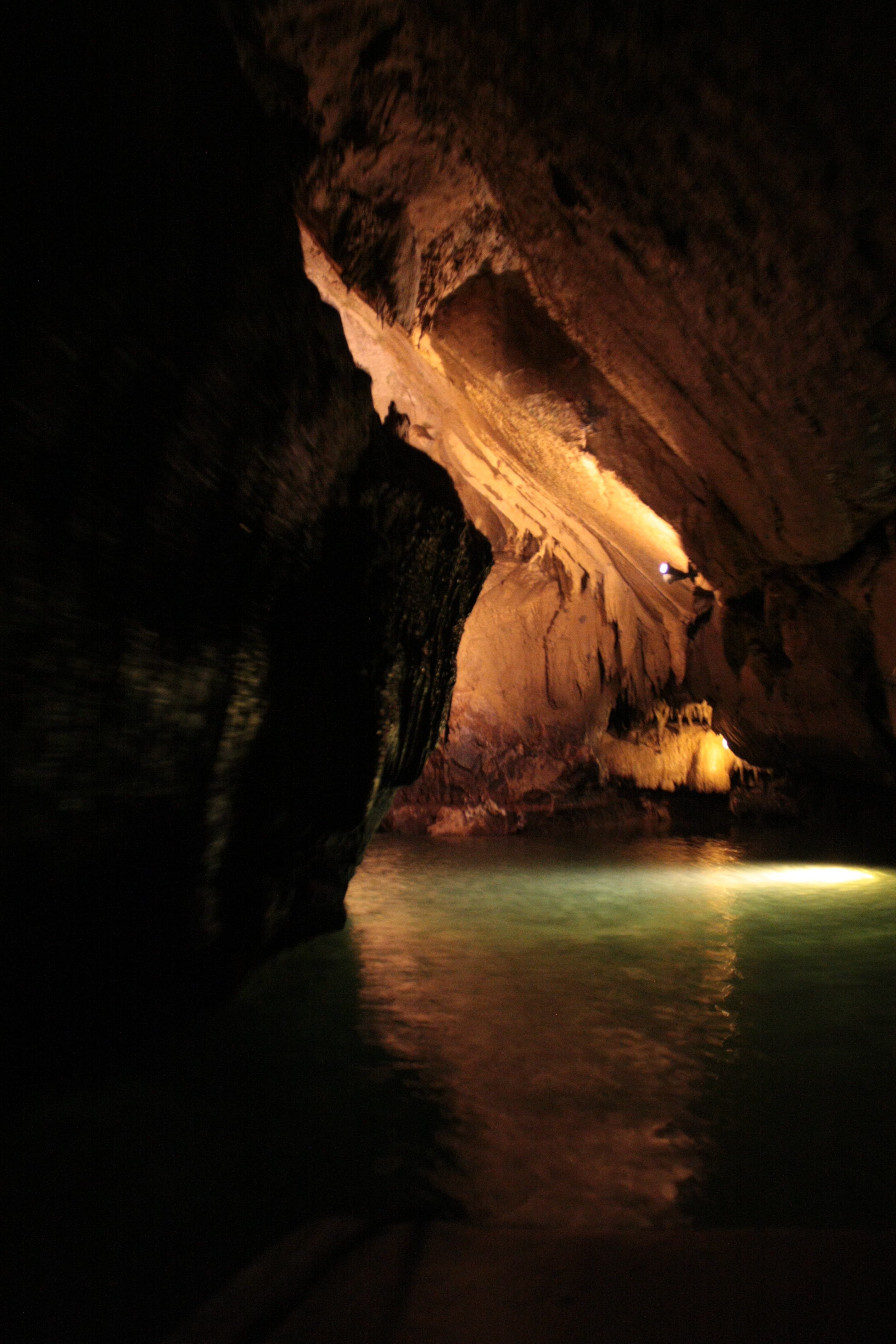
Unterirdischer Wasserlauf von Labouiche
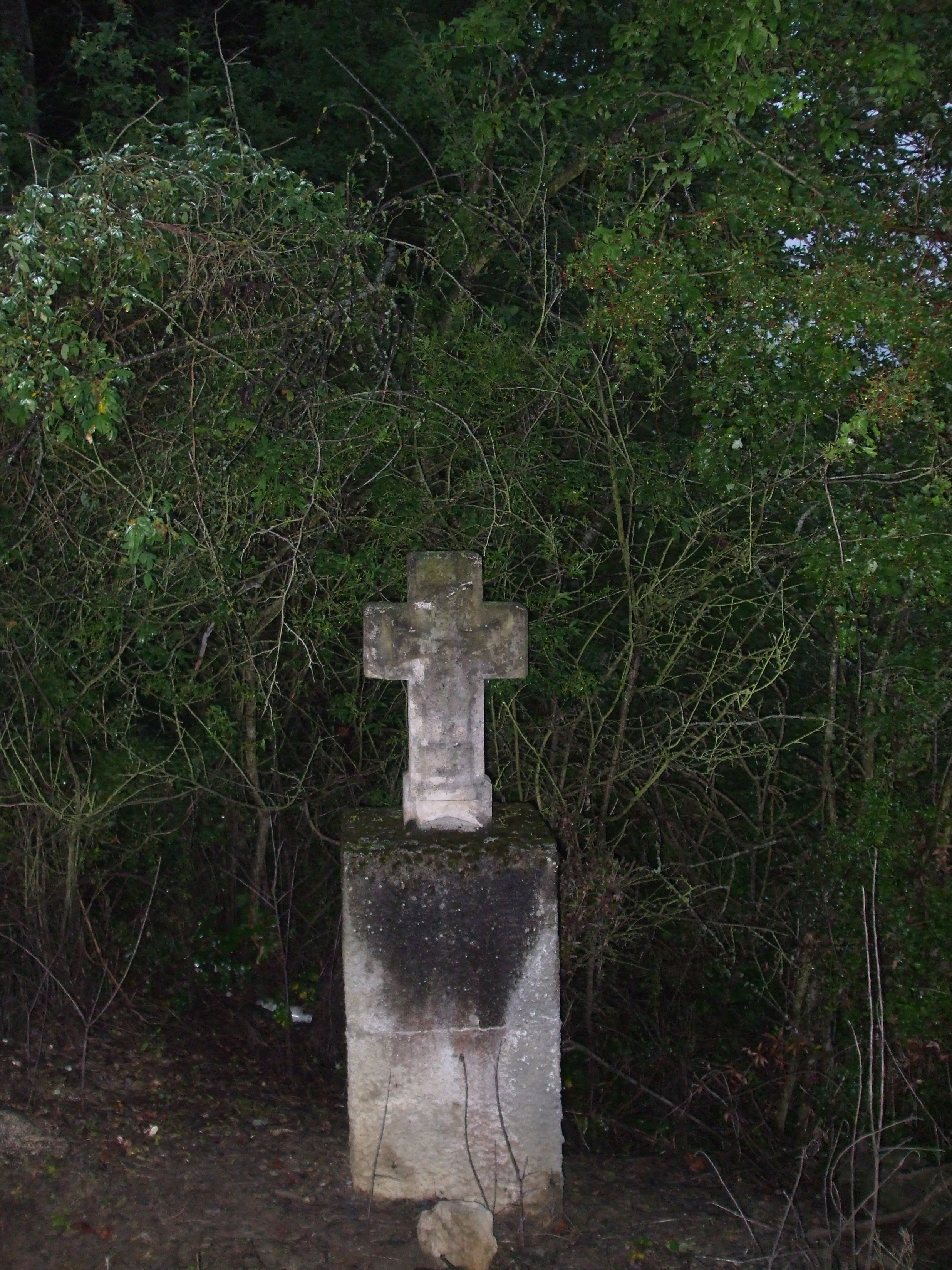
Flurkreuz bei Baulou